# Liste der Kulturdenkmäler in Oberotterbach
In der Liste der Kulturdenkmäler in Oberotterbach sind alle Kulturdenkmäler der rheinland-pfälzischen Ortsgemeinde Oberotterbach aufgeführt. Grundlage ist die Denkmalliste des Landes Rheinland-Pfalz (Stand: 14. August 2023).

## Denkmalzonen
| Bezeichnung                      | Lage                                       | Baujahr                    | Beschreibung | Bild                           |
| -------------------------------- | ------------------------------------------ | -------------------------- | --- | ------------------------------ |
| Denkmalzone Burgruine Guttenberg | westlich des Ortes auf dem Schloßberg Lage | Mitte des 12. Jahrhunderts | Felsenburg, als Reichsburg in der Mitte des 12. Jahrhunderts erwähnt, nach dem Bauernkrieg 1525 Verfall; Oberburg mit Resten des buckelquaderverkleideten Bergfrieds des 13. Jahrhunderts, Unterburg mit Ringmauerresten und Tor | weitere Bilder Fotos hochladen |

## Einzeldenkmäler
| Bezeichnung                                     | Lage                                                      | Baujahr                              | Beschreibung | Bild                           |
| ----------------------------------------------- | --------------------------------------------------------- | ------------------------------------ | --- | ------------------------------ |
| Katholische Pfarrkirche Apostel Simon und Judas | Friedhofstraße 2 Lage                                     | 1930                                 | romanisierender Saalbau, 1930, Albert Boßlet, Würzburg; Kruzifix, Sandsteinkreuz auf Tischsockel, bezeichnet 1809                                                        | weitere Bilder Fotos hochladen |
| Wohnhaus                                        | Marktstraße 18 Lage                                       | 18. Jahrhundert                      | zweiflügeliges barockes Fachwerkhaus, teilweise massiv, mehrere Bauphasen im 18. Jahrhundert                                                                             | weitere Bilder Fotos hochladen |
| Hofanlage                                       | Mühlgasse 2 Lage                                          | 18. Jahrhundert                      | barocke Hofanlage, 18. Jahrhundert; Fachwerkhaus, teilweise massiv, Krüppelwalmdach                                                                                      | weitere Bilder Fotos hochladen |
| Hofanlage                                       | Mühlgasse 7 Lage                                          | 18. Jahrhundert                      | Hofanlage; barockes Fachwerkhaus, teilweise massiv, Krüppelwalmdach, 18. Jahrhundert                                                                                     | weitere Bilder Fotos hochladen |
| Hofanlage                                       | Oberdorfstraße 13 Lage                                    | 18. Jahrhundert                      | Hofanlage; barockes Fachwerkhaus, teilweise massiv, Walmdach, 18. Jahrhundert                                                                                            | weitere Bilder Fotos hochladen |
| Brunnen                                         | Oberdorfstraße, bei Nr. 22 Lage                           | 1848                                 | Laufbrunnen, Sandstein, 1848 | weitere Bilder Fotos hochladen |
| Wohnhaus                                        | Oberdorfstraße 35 Lage                                    | 16. oder Anfang des 17. Jahrhunderts | Fachwerkhaus über Hochkeller, im Kern wohl aus dem 16. oder vom Anfang des 17. Jahrhunderts, Veränderungen im 18. Jahrhundert und später; ehemals bezeichnet 1603 (Bild) | weitere Bilder Fotos hochladen |
| Wohnhaus                                        | Oberdorfstraße 60a Lage                                   | 1790                                 | spätbarockes Fachwerkhaus, teilweise massiv, bezeichnet 1790 | weitere Bilder Fotos hochladen |
| Schulhaus                                       | Unterdorfstraße 4 Lage                                    | 1829                                 | ehemalige Schule; klassizistischer Krüppelwalmdachbau, bezeichnet 1829; Ensemblewirkung mit ehemaliger Lehrerwohnung und protestantischer Pfarrkirche                    | weitere Bilder Fotos hochladen |
| Lehrerwohnhaus                                  | Unterdorfstraße 6 Lage                                    | um 1830                              | ehemaliges Lehrerwohnhaus; klassizistischer Krüppelwalmdachbau, um 1830                                                                                                  | weitere Bilder Fotos hochladen |
| Protestantisches Pfarrhaus                      | Unterdorfstraße 7 Lage                                    | 1732                                 | ehemaliges protestantisches Pfarrhaus; barocker Walmdachbau, teilweise Fachwerk, 1732                                                                                    | weitere Bilder Fotos hochladen |
| Protestantische Pfarrkirche                     | Unterdorfstraße 8 Lage                                    | ab 1300                              | ehemals St. Georg; Chorturm um 1300, Glockengeschoss und Sakristei 16. Jahrhundert, spätgotischer Saal 1537, Umbau 1726                                                  | weitere Bilder Fotos hochladen |
| Schläferbrunnen                                 | Unterdorfstraße, bei Nr. 44 Lage                          | 19. Jahrhundert                      | Pumpbrunnen, Sandsteintrog, wohl aus dem 19. Jahrhundert | weitere Bilder Fotos hochladen |
| Schlössel                                       | Weinstraße 6 Lage                                         | zweite Hälfte des 18. Jahrhunderts   | ehemaliges Amtshaus, zweite Hälfte des 18. Jahrhunderts; eingeschossiger barocker Mansardwalmdachbau, ummauerter Weingarten                                              | weitere Bilder Fotos hochladen |
| Wohnhaus                                        | Weinstraße 8 Lage                                         | 1761                                 | eingeschossiges spätbarockes Wohnhaus über Hochkeller, teilweise Fachwerk, Krüppelwalmdach, bezeichnet 1761                                                              | weitere Bilder Fotos hochladen |
| Kilometerstein                                  | Weinstraße, bei Nr. 27 Lage                               | zweite Hälfte des 19. Jahrhunderts   | Sandsteinkegel, zweite Hälfte des 19. Jahrhunderts | weitere Bilder Fotos hochladen |
| Grabmal                                         | nordöstlich des Ortes auf dem Friedhof Lage               | um 1906                              | Grabmal J. Schneider, Skulptur auf Piedestal, um 1906 | weitere Bilder Fotos hochladen |
| Heidenbrunnen                                   | östlich des Ortes an der K 25; Flur Am Heidenbrunnen Lage | vor 1650                             | Rotsandstein, vor 1650 (mittelalterlich?) | weitere Bilder Fotos hochladen |